# Miles from Our Home
Albums de Cowboy Junkies
Studio: Selected Studio Recordings 1986-1995
(1996) Rarities, B Sides and Slow, Sad Waltzes
(1999)
Miles from Our Home est le 7e album studio du groupe de country alternative canadien Cowboy Junkies, il est sorti en 1998.

## Titres
Compositions de Michael Timmins, sauf indication contraire.
1. "New Dawn Coming" (4:12)
2. "Blue Guitar" (6:09) - Michael Timmins, Townes Van Zandt
3. "Miles from Our Home" (4:35) - Michael Timmins, Greg Clarke, Brodie Lodge
4. "Good Friday" (4:02)
5. "Darkling Days" (4:21) - Michael Timmins, Greg Clarke
6. "Hollow as a Bone" (3:26)
7. "Someone Out There" (3:00) - Michael Timmins, Greg Clarke
8. "The Summer of Discontent" (4:35) - Michael Timmins, Greg Clarke, Brodie Lodge
9. "No Birds Today" (4:19)
10. "Those Final Feet" (9:30)

## Musiciens
- Margo Timmins - chant
- Michael Timmins - guitare
- Alan Anton - basse
- Peter Timmins - batterie

## Musiciens additionnels
- Jeff Bird - harmonica
- Greg Clarke - guitare
- Lewis Melville - pedal steel
- Dave Houghton - percussions
- Vince Jones - harmonium, orgue, piano